# گمینا اوبشا
گمینا اوبشا (به لهستانی:  Gmina Obsza) یک گمینا در لهستان است که در شهرستان بیوگورای واقع شده‌است. گمینا اوبشا ۱۱۳٫۲۳ کیلومتر مربع مساحت و ۴٬۴۱۱ نفر جمعیت دارد.